# هاينريش الثاني (دوق بافاريا)
هاينريش الثاني (951 - 28 أغسطس 995)؛ والمقلب بـ المشاكس أو العنيف (بالألمانية:Heinrich der Zänker)؛ هو عضو في سلالة أوتونية الألمانية الملكية، أصبح دوق بافاريا منذ 955 حتى 976 ومرة أخرى منذ 985 حتى وفاته في 995، أيضًا أصبح دوق كارينثيا منذ 989 حتى 995.

## السيرة الذاتية
كان ابن هاينريش الأول الوحيد (الشقيق الأصغر الملك أوتو الأول "الإمبراطور منذ 962″)؛ وزوجته جوديث، أصبح هاينريش خليفة والده بسن الرابعة بما أنه كان صغيراً أصبحت والدته الوصية عليه، تزوجت شقيقته هيدفيغ من بورشار الثالث دوق شوابيا عام 954، وفي عام 972 تزوج هاينريش من الأميرة جيزيلا البرغونية التي كانت ابنة شقيق الإمبراطورة أديلايد.
عند وفاة عمه الإمبراطور أوتو الأول عام 973، استطاع هاينريش تحسين علاقاته في دوقتي شوابيا وبافاريا بـ جنوب ألمانيا وكذلك بمملكة برغونة المجاورة، قام بتنصيب ابن خالته هاينريش كأسقف أوغسبورغ متجاوزاً الإمبراطور الذي يملك هذه الحقوق، أدت تصرفات هاينريش في تنصيب أسقف في دوقية ليست من أراضيه وبدون توجيه إمبراطوري إلى صراعات مع كل من ابن عمه الإمبراطور أوتو الثاني وصهره بورشار الثالث، على الرغم من أنه كان غير راغب بدخول في نزاعات مسلحة، وفي 22 سبتمبر 973 أقر الإمبراطور أوتو الثاني بتنصيب هاينريش كأسقفًا، ولكن عندما توفي الدوق بورشار الثالث دون ورثة سلم الإمبراطور دوقية شوابيا إلى ابن شقيقه أوتو الشوابي الذي كان مقرب منه ضد معارضة أرملته هيدفيغ.
في عام 974 قرر الدوق هاينريش الإطاحة بـ أوتو الثاني من العرش. وبدعم من شقيقته الأرملة هيدفيغ، واستطاع إقامة تحالفات مع النبلاء البافاريين والساكسونيين، وكذلك مع بوليسلاف الثاني دوق بوهيميا وميشكو الأول دوق بولندا، تمكن أوتو الثاني من خطف هاينريش في إنغلهايم - على الرغم من أنه كان عليه أيضًا التعامل مع النبلاء المتمردين في كونتية هينو وأبرشية كامبراي الشمالية وكذلك مع غارات الملك الدنماركي هارالد بلوتوث في هولشتاين .
في عام 976 تمكن هاينريش من الهروب وحرض على ثورة في بافاريا، لكنه هُزم عندما احتل أوتو الثاني عاصمته ريغنسبورغ وجرده من منصبه، وقام باقتطاع دوقية كارينثيا ومرغريفية النمسا من الأراضي البافارية ومنحهم لمؤيديه هاينريش الأصغر (الذي غير موقفه بعد ذلك بوقت قصير) وليوبولد من بابنبرغ، لاحقاً تم تسليم دوقية بافاريا إلى الدوق أوتو الشوابي. بعد أن انضم هاينريش الأصغر إلى تمرد هاينريش الثلاث بين عامي 978/77، وبعد سحق التمرد وُضع الدوق المخلوع تحت حراسة الأسقف فولكمار في أوتريخت.
عندما توفي أوتو الثاني فجأة عام 983 بسبب الملاريا بروما، أُطلق سراح هاينريش المشاكس من الأسر وحاول مرة أخرى اغتصاب العرش الألماني عندما قام باختطاف الرضيع أوتو الثالث، ووفقًا لمؤرخ القرون الوسطى ثيتمار الميرسيبورغي أعلن هاينريش نفسه ملكًا للرومان عند قبري عمه الإمبراطور أوتو الأول وجده الملك هاينريش الصياد في ماغدبورغ وكيدلينبرغ على التوالي، إلا أنه فقد دعم الدوقات الألمانية الرئيسية ولم يتمكن أيضًا من طرد الدوق هاينريش الأصغر من بافاريا.
من خلال وساطة فيليغس رئيس الأساقفة ماينتس قدم هاينريش في عام 985 أخيرًا التماس إلى الأوصياء الإمبراطورة ثيوفانو والإمبراطورة أديلايد خلال اجتماع هوفتاغ، على الرغم من أنه فشل في محاولته للسيطرة على ألمانيا، إلا أنه استعاد سلطته في بافاريا وفي عام 989 حصل أيضًا على دوقية كارينثيا وتخم فيرونا، وقام بإدارة أملاكه في هدوء حتى وفاته في 995، ودفن في دير غاندرسهايم التي ترأسه شقيقته غربيرغا الثانية، وخلفه ابنه هاينريش الرابع الذي تمكن من تحقيق مطامح أسلافه بالسيطرة على ألمانيا في 1002، وأصبح الإمبراطور في 1014 ومن المعروف عنه بأنه الباقي الأخير من العائلة.

## الزواج والأطفال
أنجب هاينريش وزوجته جيزيلا البرغونية، الأطفال التالية أسماؤهم:
- هاينريش الثاني (978/73-1024)؛[5] خليفة والده في ألقابه، أصبح ملك الرومان في 1002 بعد وفاة ابن عمه أوتو الثالث، وتوج أخيراً كـ إمبراطور الروماني المقدس في 1014، ليس لديه ذرية.
- برونو (توفي. 1029)؛ أسقف أوغسبورغ منذ 1006.
- جيزيلا (984 / 85-1060)؛ تزوجت من إسطفان الأول ملك المجر،[6] لهم ذرية.